# Matalam, Cotabato

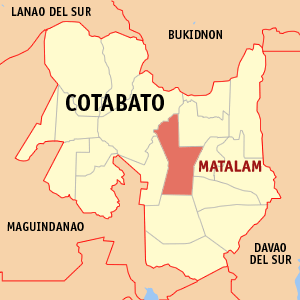
Bản đồ của Cotabato với vị trí của Matalam

Matalam là một đô thị hạng 2 ở tỉnh Cotabato, Philippines. Theo điều tra dân số năm 2000, đô thị này có dân số 60.146 người trong 11.706 hộ.

## Các đơn vị hành chính
Matalam được chia thành 34 barangay.
| - New Alimodian - Arakan - Bangbang - Bato - Central Malamote - Dalapitan - Estado - Ilian - Kabulacan - Kibia - Kibudoc - Kidama | - Kilada - Lampayan - Latagan - Linao - Lower Malamote - Manubuan - Manupal - Marbel - Minamaing - Natutungan - New Bugasong | - New Pandan - Patadon West - Poblacion - Salvacion - Santa Maria - Sarayan - Taculen - Taguranao - Tamped (Tampad) - New Abra - Pinamaton |